# Lac Tamula
Le lac Tamula (en estonien : Tamula järv) est un lac situé à Võru dans le comté de Võru en Estonie,.

## Géographie
Le lac Tamula a une forme ovale et s'étend sur 231,3 hectares.
Il a une longueur de 2,19 kilomètres et la longueur de son rivage est de 7,37 kilomètres.
Sa profondeur maximale est de 7,5 mètres et sa profondeur moyenne est de 4,2 mètres.
Le lac est situé à 69,1 mètres d'altitude,.
Son affluent principal est le Meegomäe passant par le lac Kubija järv.
Il est aussi alimenté par le ruisseau Kubija et quelques fossés, le lac a un faible débit. 
Il s'écoule dans la rivière Võhandu par le canal creusé en 1933-1934,.
Ses rives sont majoritairement marécageuses, sablonneuses au nord du centre de Võru, sa rive sud est entourée de roseaux. Sa côte nord-ouest est divisée par la péninsule de Roosisaare. 
Il y a beaucoup de boue et de chaux dans le lac. Le débit est faible, son eau change tous les 2,5 ans. 
C'est un lac poissonneux.
Le lac Tamula est le point de départ du marathon de Võhandu (et).

## Galerie

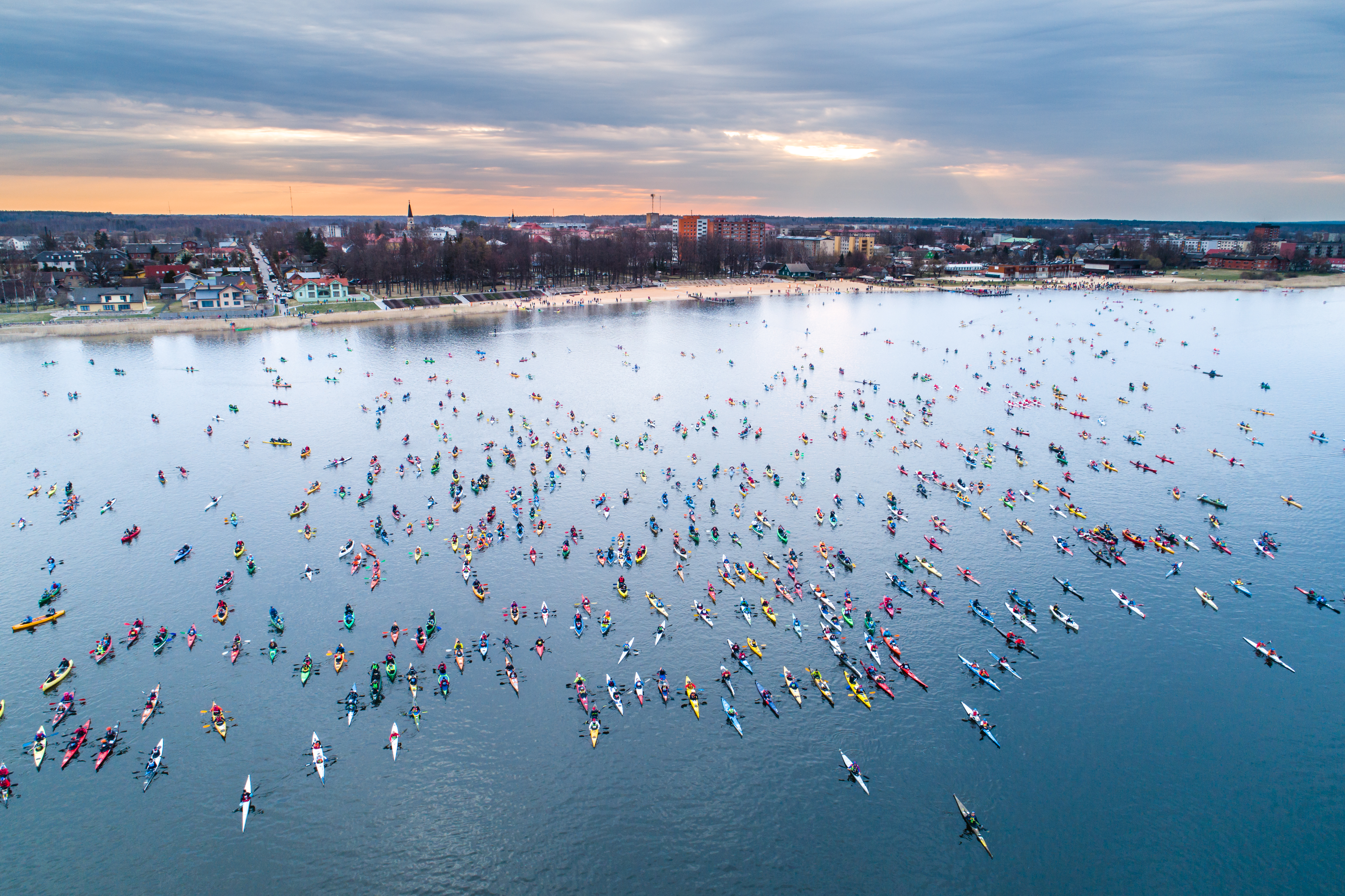
Marathon de Võhandu en 2019.
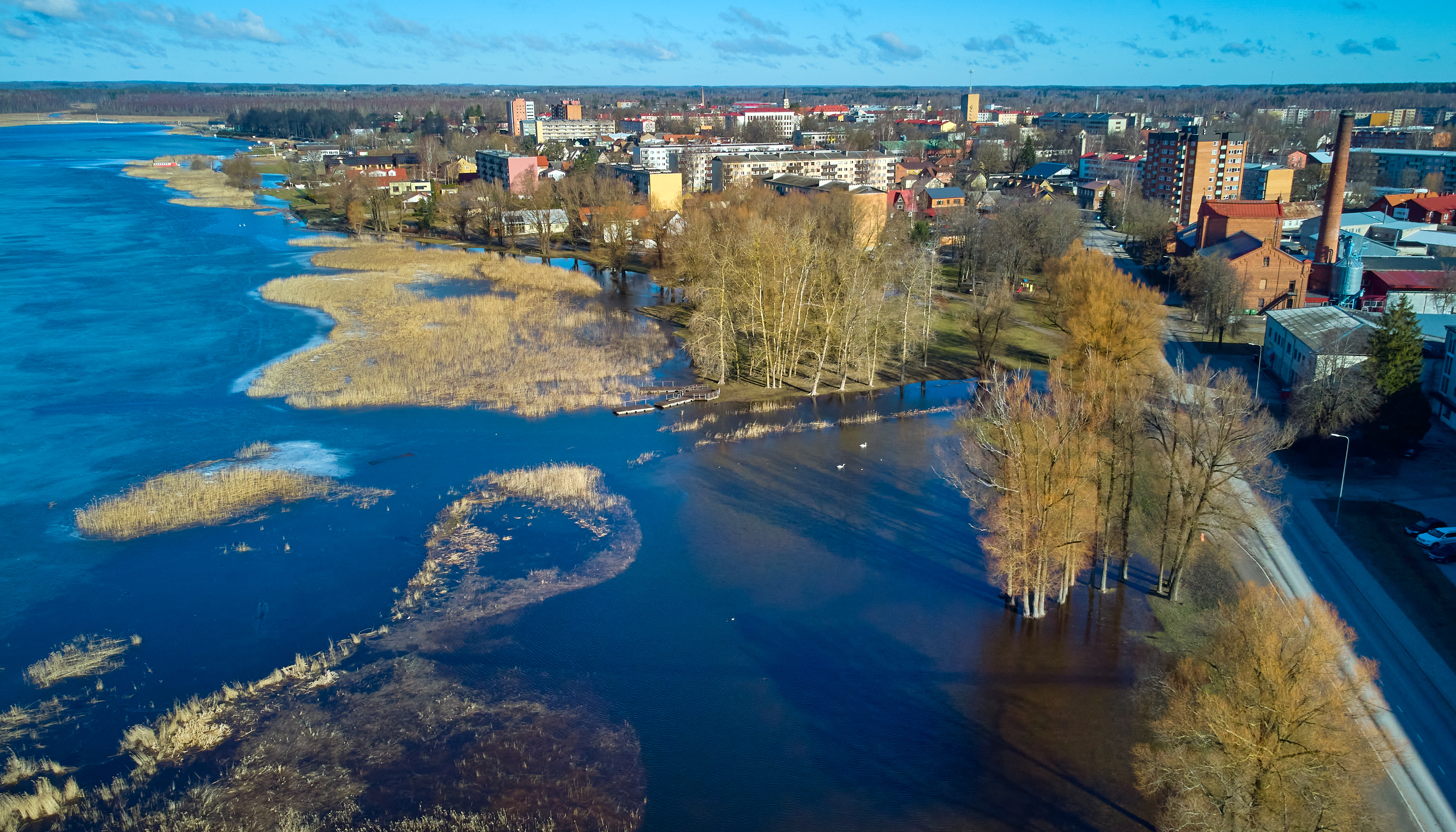
Le lac Tamula en 2023.
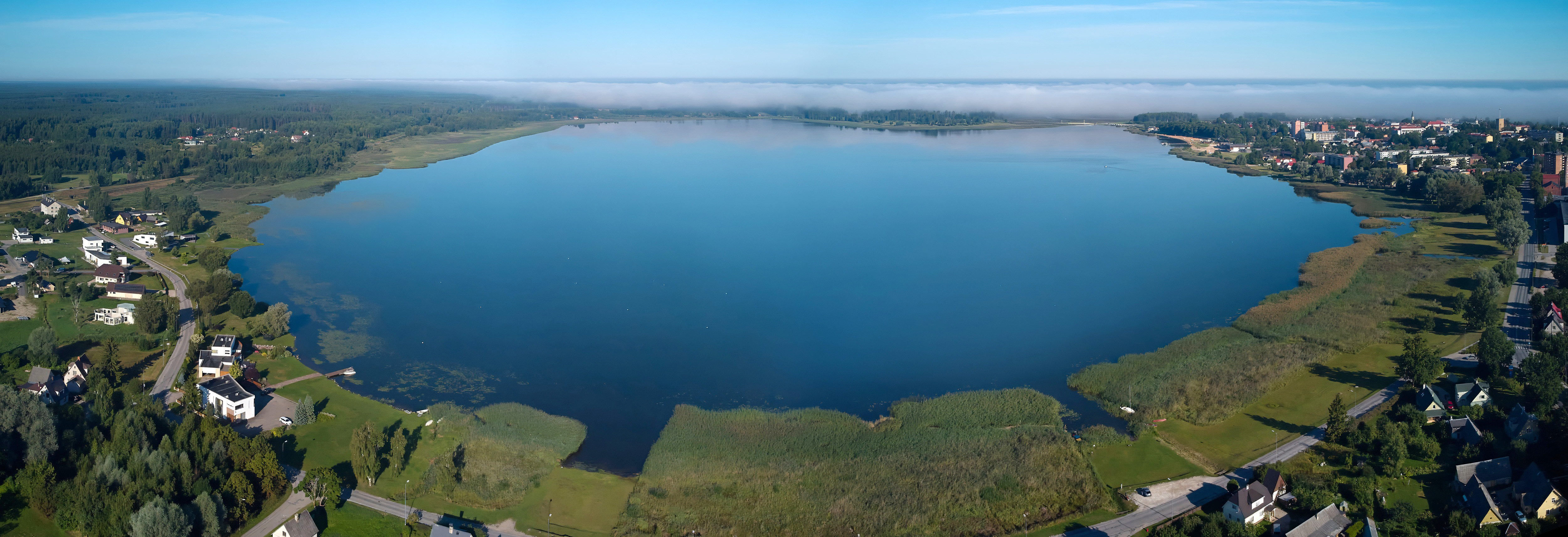
Le lac Tamula  en 2022.